# Hipparchia bacchus
Hipparchia bacchus är en fjärilsart som beskrevs av Higgins 1967. Hipparchia bacchus ingår i släktet Hipparchia och familjen praktfjärilar. IUCN kategoriserar arten globalt som sårbar. Inga underarter finns listade i Catalogue of Life.